# بول بيرنبرغ
بول بيرنبرغ (من مواليد 1716، توفي عام 1768) كان أحد تجار ومصرفي هامبورج وعضواً في عائلة بيرنبرغ المصرفية المعروفة. شغل منصب السيناتور في هامبورغ، خلف والده رودولف بيرنبرغ.
كان أخوانه رودولف بيرنبرغ (1712-1761) التاجر في هامبورغ، وكورنيليوس بيرنبرغ (1714-1773)، التاجر في ليفورنو، ويوهان بيرنبرغ (1718-1772)، تاجر في هامبورغ.